# Tvøroyri (îles Féroé)
Pour les articles homonymes, voir Tvøroyri.
Tvøroyri  (en danois : Tværå) est un village des îles Féroé située sur la côte nord du fjord Trongisvágsfjørður, sur la côte est de l'île Suðuroy.

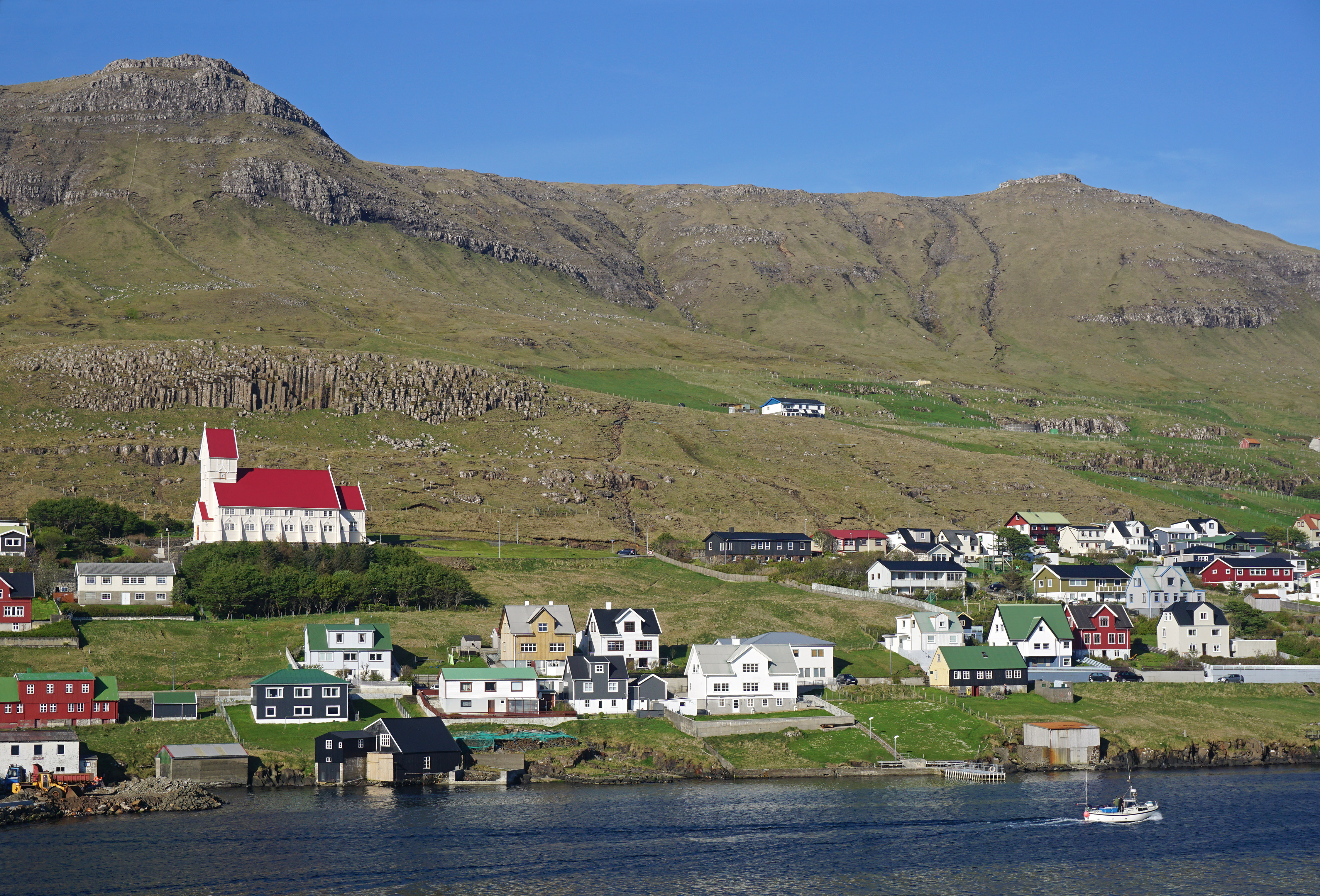
Église de Tvøroyri

Le ferry Smyril M/F, qui permet d'atteindre la commune trois fois par jour depuis Tórshavn, arrive à Krambatangi, le port à proximité de la commune. Le voyage de Tórshavn à Tvøroyri dure 2 heures. Le ferry est grand, il peut contenir jusqu'à 200 voitures et 975 personnes, si le temps est agréable il est possible d'apercevoir de nombreuses îles au cours du voyage. Il est possible de prendre un bus pour aller du port de Krambatangi à Tvøroyri et tous les autres villages de l'île. Il existe deux lignes de bus : la ligne 700 permet d'atteindre la partie sud de l'île et a pour terminus la commune de Sumba, la ligne 701 permet d'atteindre la partie nord de l'île, et a pour terminus la commune de Sandvík.
L'église de Tvøroyri, inaugurée en 1908, s'élève au-dessus du village et peut être vue de loin. Ses pièces ont été fabriquées en Norvège, déplacées vers Tvøroyri puis assemblées en 1907.

## Culture
- Équipe de football : TB Tvøroyri, la plus vieille équipe des îles Féroé fondée en 1892.
- Équipe d'aviron : Froðbiar Sóknar Róðrarfelag, fondée en 1934.